# Stadtkirche St. Wenceslai

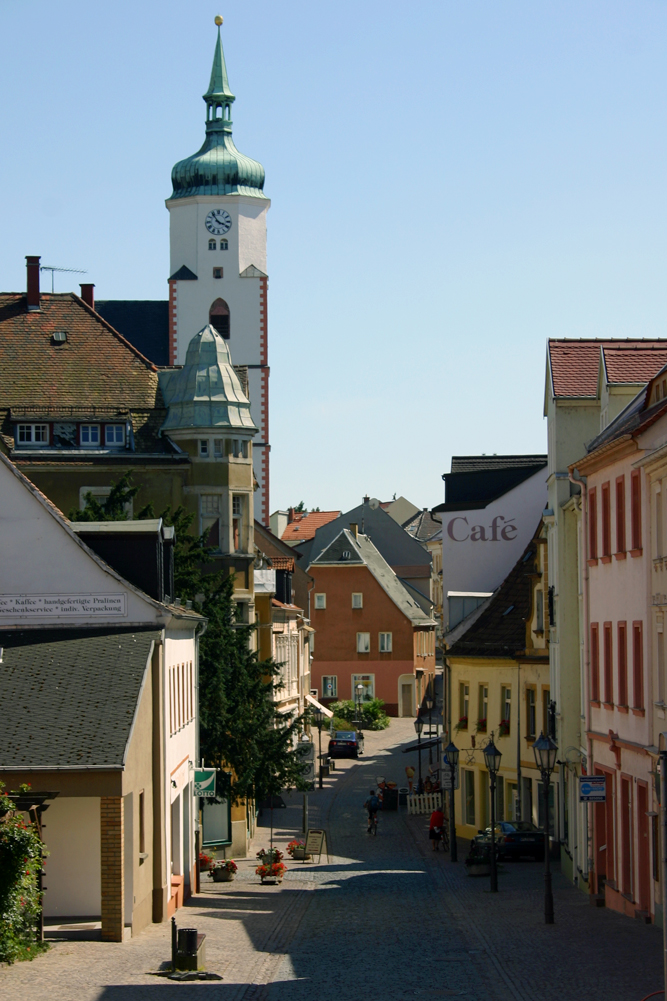
Blick vom Markt in Wurzen durch die Wenceslaigasse zur Wenceslaikirche

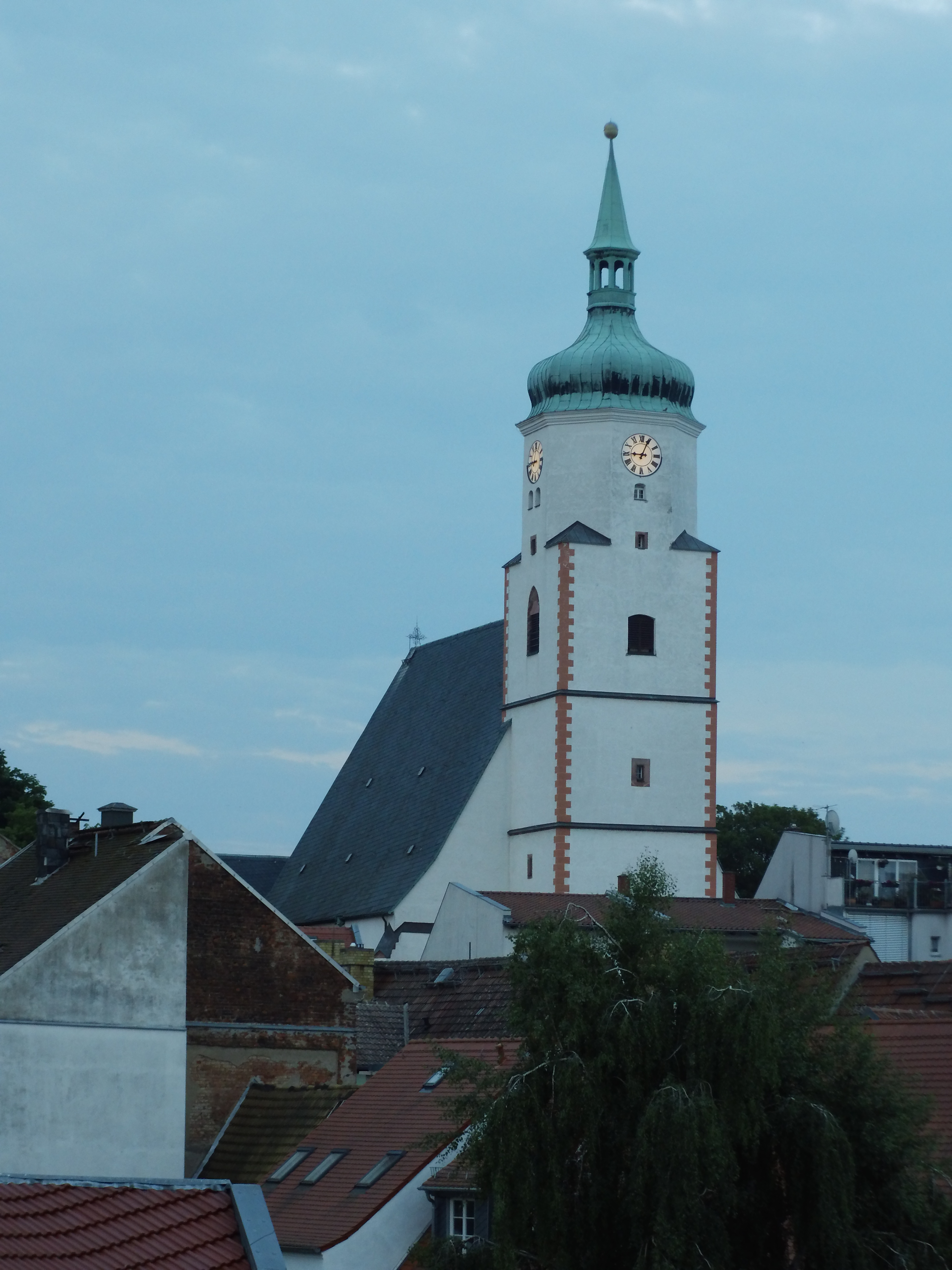
Die Wenceslai-Kirche zur Abendstunde mit innenbeleuchteter Turm-Uhr – Blick vom Domplatz

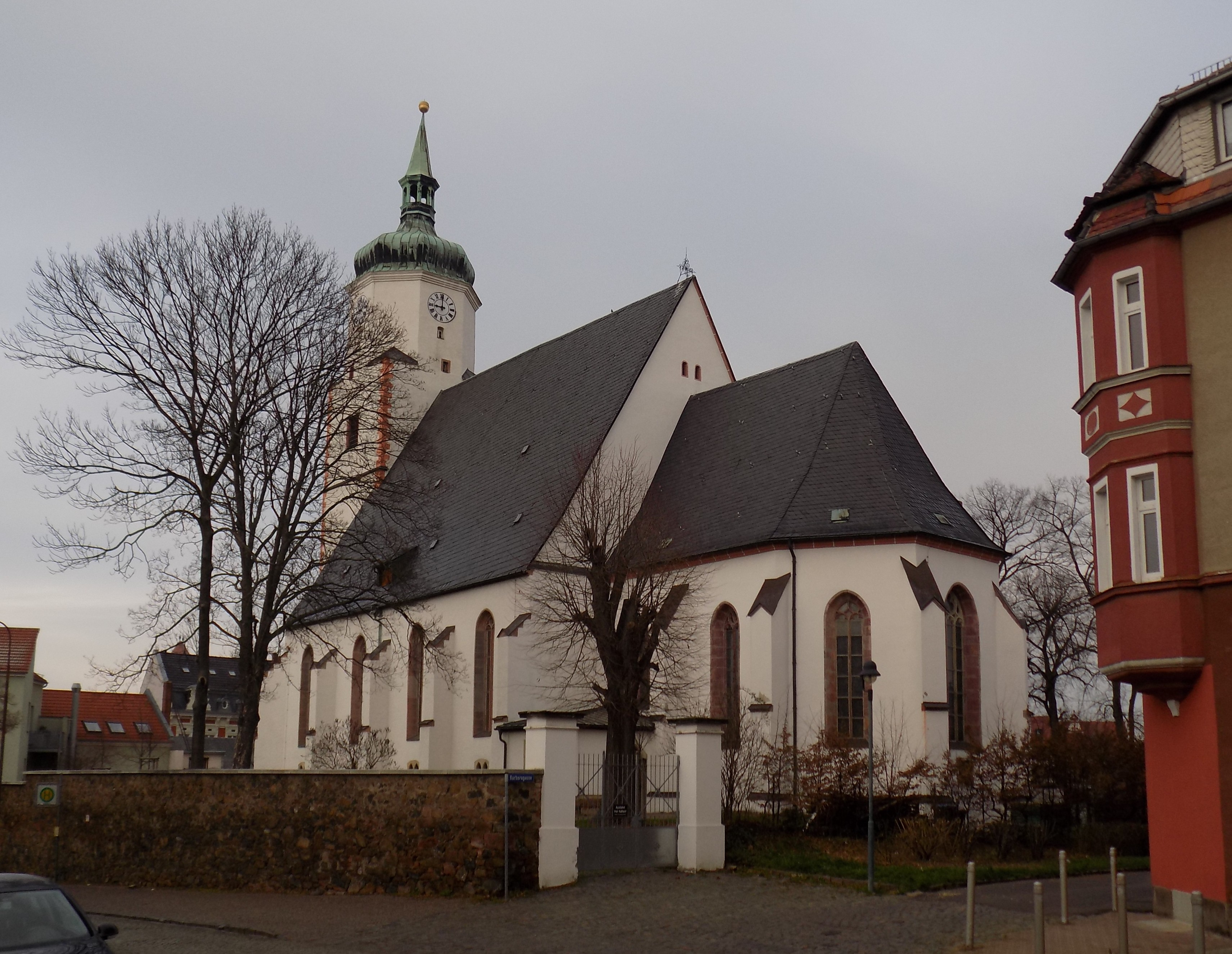
St. Wenceslai, Süd-Ost-Ansicht

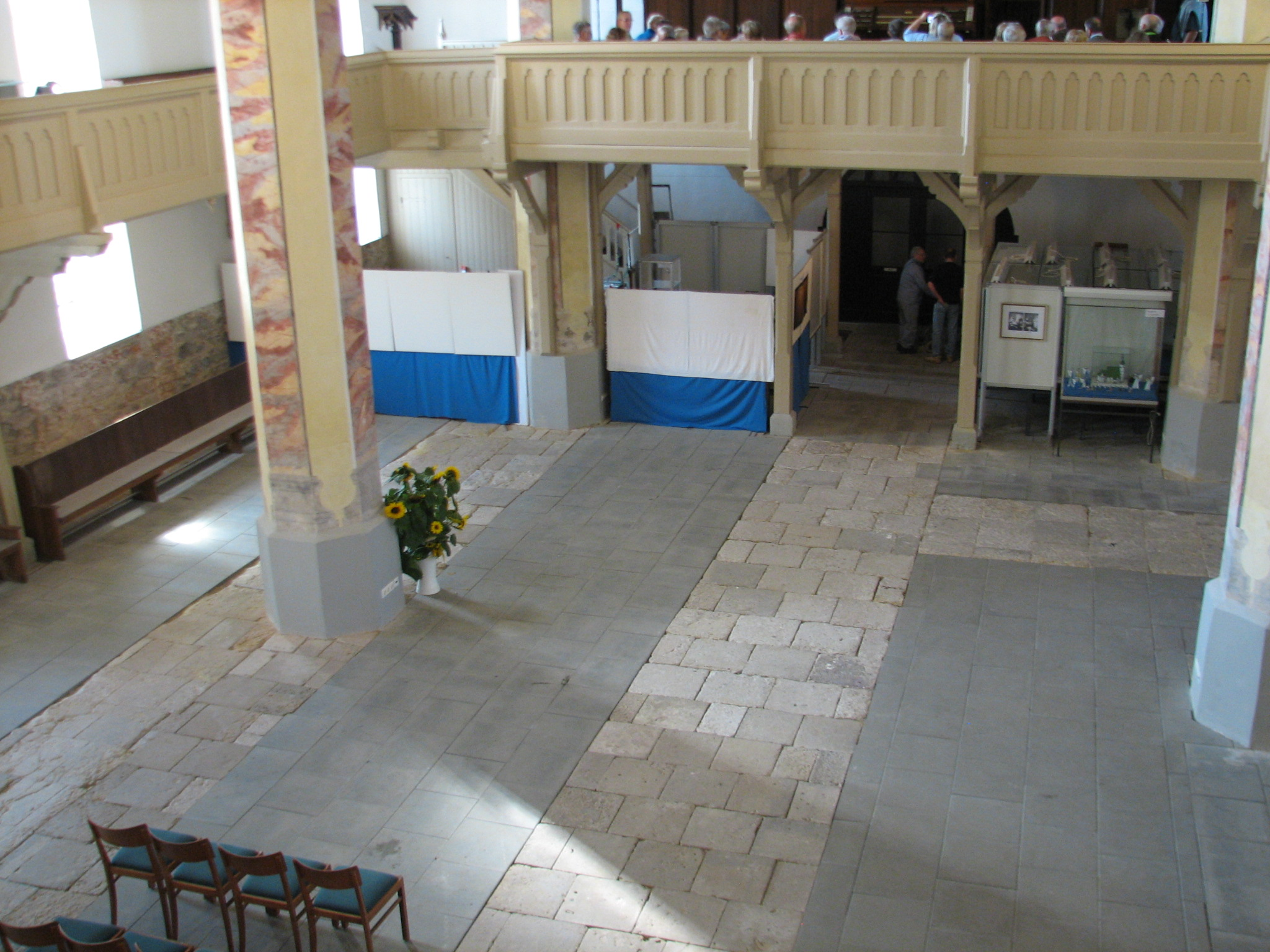
Das leere Kirchenschiff, gelegentlich Ort für Ausstellungen

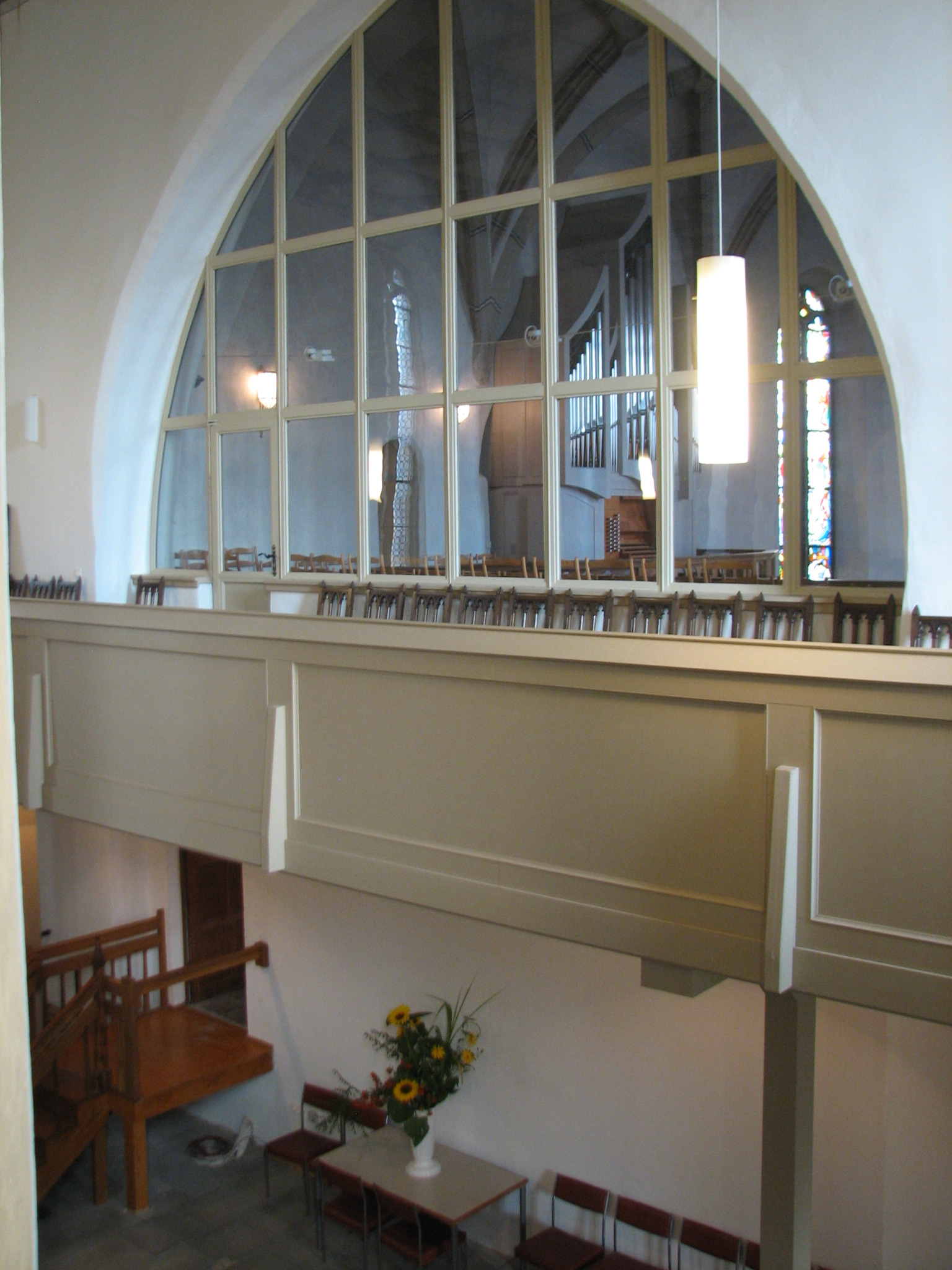
Trennwand zwischen Kirchenschiff und Altarraum, dahinter die so genannte „Winterkirche“

Die evangelisch-lutherische Stadtkirche St. Wenceslai in Wurzen ist eine dreischiffige Hallenkirche, deren heutiges Erscheinungsbild aus den Jahren 1663 bis 1673 stammt. Das Gotteshaus gehört zur Evangelisch-Lutherischen Landeskirche Sachsens in Wurzen im sächsischen Landkreis Leipzig. Es ist ein Kulturdenkmal im Freistaat Sachsen. Sein Namenspatron ist der Märtyrer Wenzel von Böhmen. Mit dem markanten Kirchturm gehört es zum Stadtbild.

## Geschichte
Nachdem Wurzen 961 als „vurzine civitas“ erstmals in einer Urkunde Kaiser Otto I. erwähnt wurde (als Burgwardmittelpunkt am Muldenübergang an der der alten Salzstraße Magdeburg – Böhmen), entwickelte sich u. a. auch die Wencels – Vorstadt als alter Siedlungskern bald mit einer eigenen Kirche St. Wenzel. Der heilige Wenzel (nach einer alten Volkstradition) gilt als Heiliger der Kaufleute und Händler, aber auch der Diebe, Räuber und Wegelagerer.
Unsere stadtbildprägende Pfarrkirche St. Wenceslai steht auf dem Sperlingsberg. Auf die slawische Vergangenheit des Hügels als Heiligtum weist links Innen an der Ecke des Nordportals der eingemauerte Kopf eines slawischen Götzenopfersteines hin: Zeichen für den Sieg der christlichen Kirche über die Naturreligion der Slawen. Damit muss der Götze muß jetzt das Gebäude der Kirche tragen. Einschränkend muss zu dieser Interpretation muss gesagt werden, dass sie wissenschaftlich nicht belegt ist.
Ihre Lage als Stadtkirche „vor den Mauern“ gilt als einmalige Besonderheit. Deshalb heißt auch die in Schöttgens Chronik (1717) überlieferten Redensart: „Wenn die Wurzener in die Kirche gehen sollen, so laufen sie zum Tor hinaus.“
In der Mitte des 13. Jh. wurde sie gestiftet, 1275 erstmals urkundlich genannt. 1340 n. Chr. wird sie als „Kapellchen“ auf dem Wencelskirchhof erwähnt und dem Wurzener Kollegiatstift „einverleibt“, d. h. Dienste und Einkünfte an St. Wenceslai fielen den Domherren zu. Als Hauptkirche hat sie die ältere Jacobskirche recht bald abgelöst, die um 1340 nur noch durch einen „vicarius“ (Vikar, der „weiter oben auf dem Berg Dienst tut“) geistlich versorgt wird.
Die jetzige Kirche stammt im Wesentlichen aus dem Anfang des 16. Jh. Die Jahreszahl am Turmeingang M:CCCCC:XIII (1513) weist wahrscheinlich auf den vorläufigen Abschluß eines Neubaus in dieser Zeit hin. Sie ist eine spätgotische Hallenkirche (vierjochiges-Langhaus mit achteckigen Pfeilern).
Der mächtige quadratische Turm trägt auf der Stadtansicht von Dilich 1628 noch ein Satteldach.
Zwischen 1509 und 1513 ließ Bischof Johann VI. von Saalhausen den Altarraum anbauen, dessen Rippenzellengewölbe auch heute noch besteht. Auch der Kirchturm wurde in dieser Zeit vollendet. 1499 brannte die Kirche vollständig nieder und wurde 1513 im spätgotischen Stil wieder errichtet.
Mit Hilfe von Kurfürst Johann Friedrich wurde am 12. September 1539 der Seelsorger Johann Hofmann aus Thammenhain erster evangelisch-lutherischer Pfarrer an St. Wenceslai, seitdem ist das Gotteshaus protestantisch.
Im Dreißigjährigen Krieg – in der „Wurzener Marterwoche“ im März 1637 – wurde sie erneut zerstört. 1663 begannen die Bürger Wurzens mit ihrem Wiederaufbau. 1673 wurde St. Wenzeslai als nachgotische Hallenkirche mit vierjochigem Schiff und achteckigen Pfeiler vollendet.
1673 schlug ein Blitz in den Kirchturm, und ein Teil stürzte ein. Daraufhin wurde er bis 1679 auf Glockenstuhlhöhe gekürzt, als Achteck wieder aufgebaut und mit barocker, schiefergedeckter Haube samt Laterne, Turmspitze und Turmknauf gestaltet.
Nach der umfassenden Renovierung in den Jahren 1873 und 1874 bot die Kirche, auch weil ihre Empore mit zwei Sitzreihen ausgestattet worden war, Platz für 880 Menschen – eine Zahl, die für die damals prosperierende Kleinstadt mit aufstrebender Wirtschaft und hoher Zugehörigkeitsquote der Einwohnerschaft zur evangelisch-lutherischen Konfession angemessen war. Die nächste größere Renovierung erfolgte im Zeitraum von 1926 bis 1927.

## Jüngere Vergangenheit und Gegenwart
Wegen zahlreicher Bauschäden, Schwammbefall und Fäulnis, für deren Beseitigung zur DDR-Zeit die Mittel fehlten, konnte der Sakralbau nur noch eingeschränkt genutzt werden; am Heiligabend 1975 fand der vorläufig letzte Gottesdienst statt.
Um das Bauwerk trotz aller Widrigkeiten wenigstens teilweise weiter nutzen zu können, entschloss sich die Kirchgemeinde zu einem umstrittenen Schritt: Sie ließ zwischen Kirchenschiff und Altarraum eine Mauer einziehen und schuf im Altarraum eine fußbodenbeheizte, sogenannte „Winterkirche“ mit Chor-Empore, die seit Oktober 1989 von Herbst bis Frühjahr genutzt wird (von Frühjahr bis Herbst wird der Gottesdienst im Dom St. Marien zu Wurzen gefeiert). In dem hellen Saal mit farbigen Mosaikglas-Fenstern finden ganzjährig verschiedene Veranstaltungen statt.
Die EKD stellte zwischen 1973 und 1975 die Summe von 70.000 D-Mark bereit, damit über ein Kirchenbauprogramm in der DDR dieselbe Summe in DDR-Mark für Sanierungs-Bauleistungen dieses Sakralbaus verfügbar war.
Ausstellung
- Mein Glaube, meine Macht – Johann von Saalhausen in Wurzen, Stadtkirche St. Wenceslai, 21. Mai – 3. Oktober 2018.[10]

## Kirchturm
Der Kirchturm ist mit seiner Höhe von 54 Meter weithin zu sehen und prägt die Stadt-Silhouette mit. In ihm sind der Glockenstuhl, die Türmer-Wohnung und die Turm-Uhr untergebracht.

### Glocken
Das Geläut bestand bis 12. April 2019 – dem Tag ihrer Entnahme aus dem Glockenstuhl – aus drei Glocken aus Eisenhartguss mit den Tönen des′, f′ und as′ aus dem Jahr 1918, gegossen von Schilling & Lattermann.
Davor hatte die Kirche drei Bronzeglocken aus dem Jahr 1678, sie wurden in Dresden in der Glockengießerwerkstatt Herold gegossen. Zwei von ihnen mussten im Ersten Weltkrieg als „Metallspende“, die letzte verbliebene im Zweiten Weltkrieg im Jahr 1942 als „Glockenspende“ abgegeben werden.
An ihre Stelle kamen drei Klangstahlglocken der Firma Schilling & Lattermann aus Apolda. Gestiftet wurden sie vom Drahtseilwerk-Besitzer August Wilhelm Kaniß (1847–1927) aus Wurzen. Die große Glocke hat die Inschrift Gott zur Ehr, den Nachkommen zu Lehr, die mittlere Erz gab ich, Eisen empfing ich, und die kleine Gott schütze und segne Deutschland. Das Geläut wurde am 31. Juli 1919 in Dienst genommen. Die große Glocke misst 190 Zentimeter im Durchmesser und wiegt 2,7 Tonnen, die mittlere hat einen Durchmesser von 148 Zentimeter und wiegt 1,25 Tonnen, die kleine hat einen Durchmesser von 124 Zentimeter ein Gewicht von 700 Kilogramm. Am 12. April 2019 endete ihre fast einhundertjährige „Dienstzeit“; sie wurden per Autokran aus dem Glockenstuhl gehoben.
Die Stahlglocken werden wegen ihrer Beschädigungen und des altersbedingten Verschleißes wieder von Bronzeglocken ersetzt; eine Spendensammel-Aktion für dieses Ziel begann im Jahr 2015 zum Tag der Sachsen in Wurzen. Mit der künstlerischen Gestaltung der neuen Glocken wurde der Künstler Peter Luban beauftragt.
Die Kosten für die drei neuen Glocken, den Glockenstuhl aus Eichenholz sowie für Planung und Ausführung betragen voraussichtlich 165.000 Euro. 50.000 Euro kommen von der Landeskirche als Zuschuss; die Spendensammlung für das Vorhaben lag im Dezember 2016 bei 43.000 Euro. Dank eines Hauptsponsors, der ungenannt bleiben will, konnten im August 2017 die Evangelisch-Lutherische Kirchgemeinde und der Kirchen-Förderverein die Glocken-Sammelaktion beenden.
Die Gemeinde hoffte, 2018 die Glockenweihe feiern zu können – sie fand am 30. Juni 2019 auf dem Markt in Wurzen und im Dom zu Wurzen statt, nachdem die Glocken am 26. April von der Glockengießerei Bachert in Neunkirchen (Baden) gegossen worden waren. Der Aufzug der drei neuen Glocken in den Wenceslai-Kirchturm und ihre Aufhängung im neuen eichenen Glockenstuhl erfolgte am 5. Juli 2019. Am 1. September, zum Weltfriedenstag, erklangen sie erstmals in ihrem neuen Zuhause. Die Glockenzier wurde von Peter Luban aus Rößnitz/Vogtland gestaltet. Auf allen Glocken steht: EV.-LUTH. KIRCHGEMEINDE WURZEN – AD 2019
| Glocke | Name               | Durchmesser | Masse   | Schlagton | Inschrift                                           |
| ------ | ------------------ | ----------- | ------- | --------- | --------------------------------------------------- |
| 1      | Gottesdienstglocke | 1282 mm     | 1218 kg | e′        | Ich rufe zum Gottesdienst, zur Hilfe und zur Freude |
| 2      | Gebetsglocke       | 1065 mm     | 686 kg  | g′        | Gib uns Frieden                                     |
| 3      | Taufglocke         | 870 mm      | 418 kg  | h′        | Christus ist mein Leben                             |

Das alte Geläut aus Stahlglocken und der stählernen Glockenstuhl stehen unter Denkmalschutz und sind auf dem Kirchengelände im Freien aufgebaut und ausgestellt.

### Türmer-Wohnung
Im Kirchturm oberhalb der Glocken gibt es eine Türmer-Wohnung, in der jahrhundertelang Wurzens Türmer mit ihren Familien wohnten. Sie wurde bis 1911 genutzt und steht zwischen Ostern und Reformationstag jeweils Sonntags von 13 bis 17 Uhr oder nach Terminabsprache für Besucher offen. Verantwortlich ist der Förderverein der Stadtkirche St. Wenceslai.

### Turm-Uhr
Der Turm hat eine großformatige, mechanische Turm-Uhr mit vier nachts beleuchteten Zifferblättern für alle Himmelsrichtungen und mit Stunden- sowie Viertelstundenschlag.
Die Turm-Uhr ist Eigentum der Stadt Wurzen, die sie im Jahr 1913 vom damaligen Stadtverordneten Gustav Lieder als Geschenk erhielt. Damit ist die Stadt bis heute für Instandhaltung, Wartung und Reparaturen der Turm-Uhr zuständig. 1958 konnte die Kirchgemeinde die städtische „Zwangs-Schenkung“ der Uhr, mit der sich die damaligen Stadtoberhäupter der mit der Uhr verknüpften Verpflichtungen entledigen wollten, gerade noch verhindern.

## Orgeln

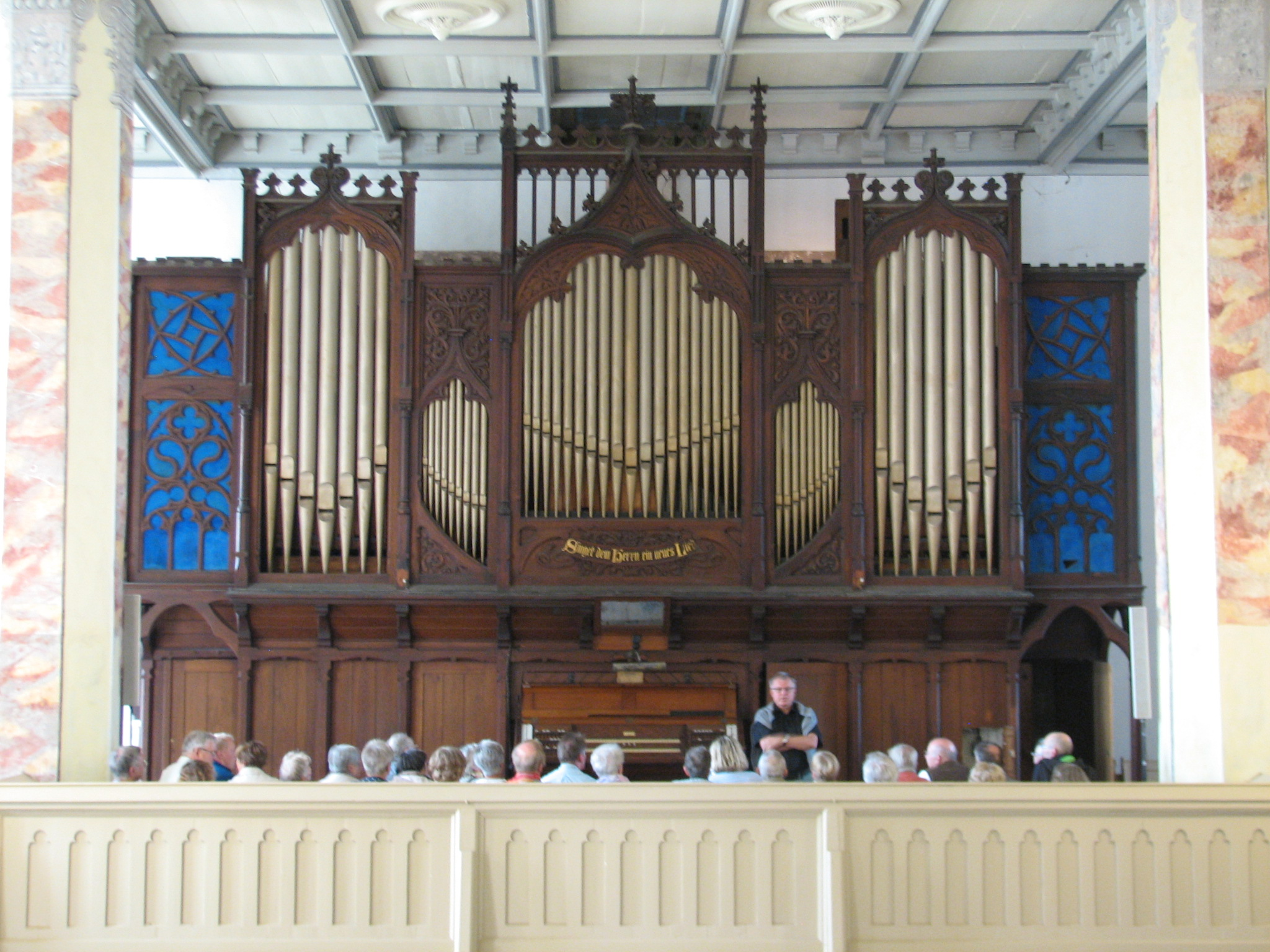
Jehmlich-Orgel von 1902 (Foto vom September 2017)

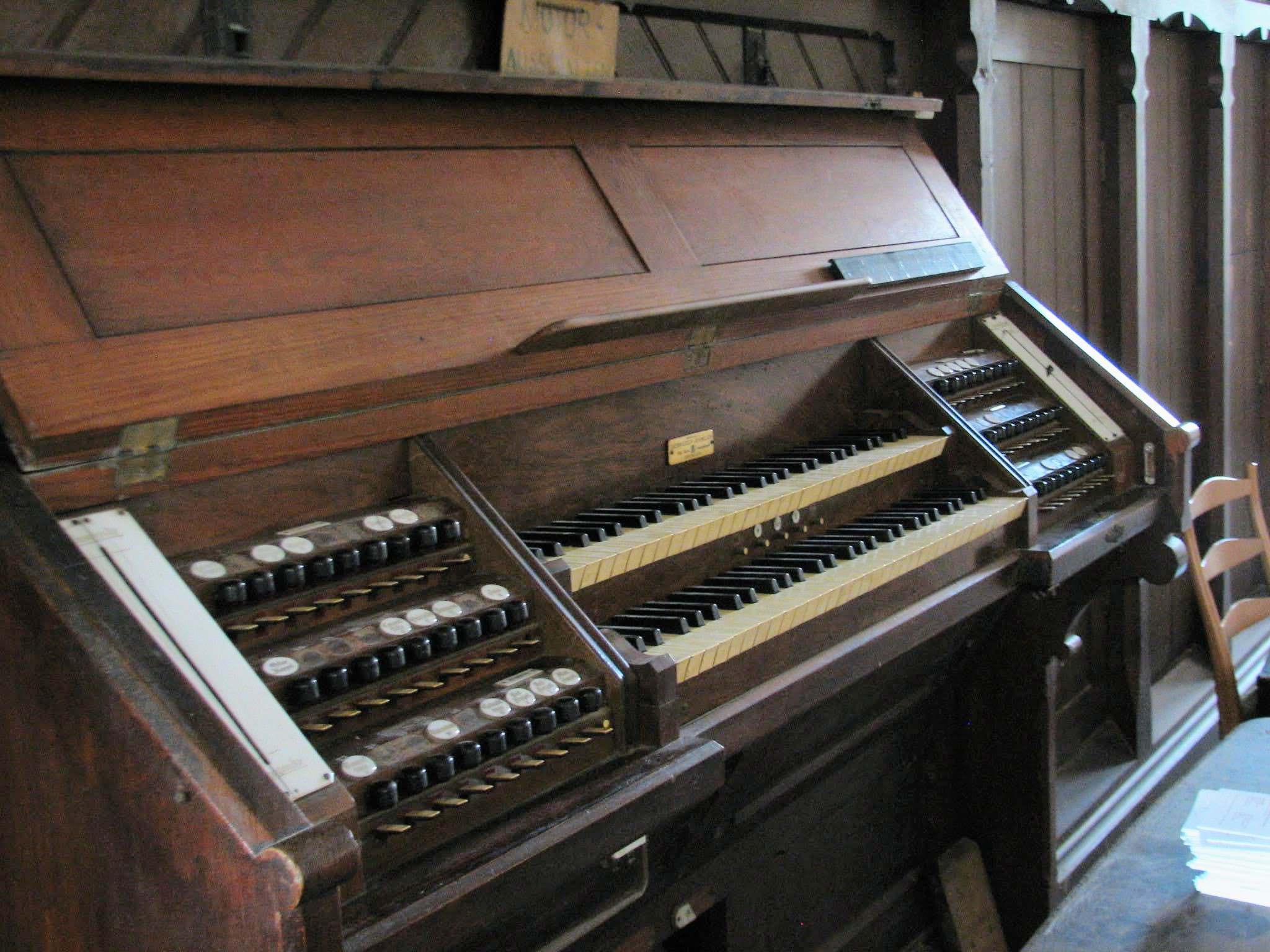
Spieltisch der Jehmlich-Orgel von 1902 – Zustand September 2017

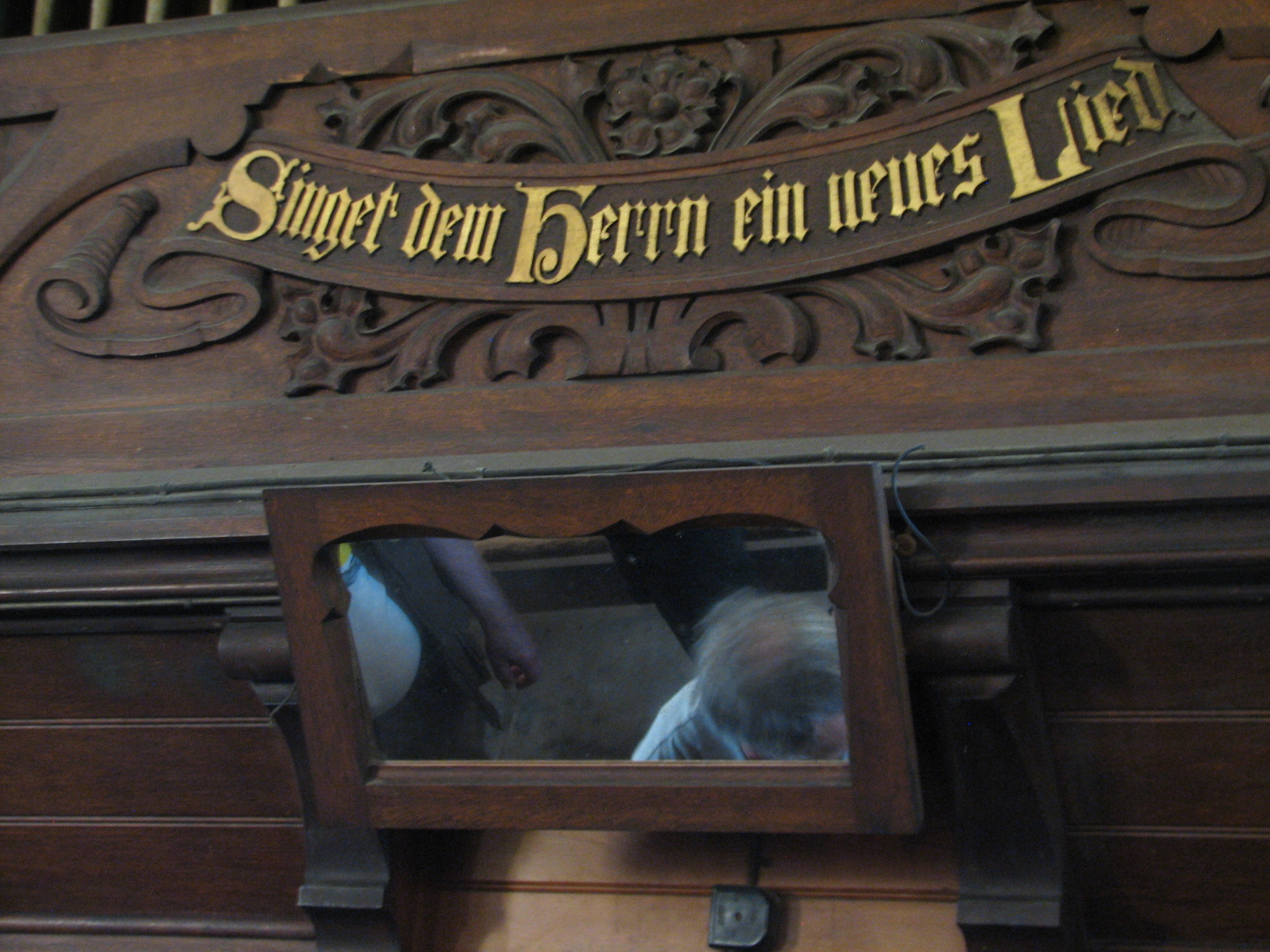
Orgel-Spruch „Singet dem Herrn ein neues Lied“ an der seit 1975 stummen Jehmlich-Orgel

### Hauptorgel
Seit 1706 hatte die Kirche eine Orgel. 1874 wurde eine Orgel der Firma Bernecker aus Leipzig eingebaut. Ab 1902 erklang eine Jehmlich-Orgel mit 2 Manualen, Pedal, 40 Registern und 2.800 Pfeifen. Diese Orgel im Kirchenschiff ist noch nahezu im Originalzustand vorhanden, jedoch nicht mehr spielbar. 2017 wurde der Motor der Windmaschine saniert und wieder angeschlossen. Zum Tag des Offenen Denkmals am 10. September 2017 ließ Kantor Johannes Dickert sie kurzzeitig erklingen, um so für die Idee der Restaurierung des Instruments zu werben, deren Kosten auf 150.000 bis 200.000 Euro geschätzt werden. Die Orgel hat folgende Disposition:
| I Hauptwerk C–a3 |                   |          |
| 1.               | Bourdun           | 16′      |
| 2.               | Prinzipal         | 8′       |
| 3.               | Gedackt           | 8'       |
| 4.               | Conzertflöte      | 8′       |
| 5.               | Quintatön         | 8′       |
| 6.               | Salizional        | 8′       |
| 7.               | Dolce             | 8′       |
| 8.               | Fugara            | 8′       |
| 9.               | Oktave            | 4′       |
| 10.              | Rohrflöte         | 4′       |
| 11.              | Gemshorn          | 4′       |
| 12.              | Rauschquinte II 0 | 2 ⁄3′+2′ |
| 13.              | Mixtur IV         | 2′       |
| 14.              | Cornett III–IV    |          |
| 15.              | Trompete          | 8′       |

| II Schwellwerk C–a3 |                 |       |
| 16.                 | Gedackt         | 16′   |
| 17.                 | Geigenprinzipal | 8′    |
| 18.                 | Hohlflöte       | 8′    |
| 19.                 | Rohrflöte       | 8′    |
| 20.                 | Gambe           | 8′    |
| 21.                 | Äoline          | 8′    |
| 22.                 | Vox coelestis   | 8′    |
| 23.                 | Violine         | 8′    |
| 24.                 | Oktave          | 4′    |
| 25.                 | Harmonieflöte   | 4′    |
| 26.                 | Quinte          | 2 ⁄3′ |
| 27.                 | Piccolo         | 2′    |
| 28.                 | Sifflöte        | 1′    |
| 29.                 | Mixtur IV       | 1 ⁄3′ |
| 30.                 | Oboe            | 8′    |

| Pedal C–f1 |                |     |
| 31.        | Prinzipalbaß   | 16′ |
| 32.        | Violonbaß      | 16′ |
| 33.        | Subbaß         | 16′ |
| 34.        | Gedacktbaß     | 16′ |
| 35.        | Oktavbaß       | 8′  |
| 36.        | Flötenbaß      | 8′  |
| 37.        | Cello          | 8′  |
| 38.        | Oktavbaß       | 4′  |
| 39.        | Posaunenbaß    | 16′ |
| 40.        | Trompetenbaß 0 | 8′  |

- Koppeln: II/I, I/P, II/P, Superoktavkoppel I

1. ↑  seit 1941.
2. ↑  seit 1941; vormals Salicet 4'.

### Eule-Orgel
Auf der Nordempore des 1981 als Winterkirche abgeteilten Chorraums steht eine 1999 erbaute Eule-Orgel (2 Manuale, Pedal, 18 Register, 5 Transmissionen; Opus 626). Die Eule-Orgel wurde nach dem Klangkonzept einer französischen Orgel des 18. Jahrhunderts gestaltet. Das dritte Manual funktioniert als Koppelmanual, das Pedalwerk hat neben der selbständigen Posaune 16′ vier Transmissionsregister aus dem Hauptwerk. Die Orgel hat folgende Disposition:
| Hauptwerk C–g3 |                  |       |
| 1.             | Grand Bourdon    | 16′   |
| 2.             | Montre           | 8′    |
| 3.             | Bourdon          | 8′    |
| 4.             | Prestant         | 4′    |
| 5.             | Doublette        | 2′    |
| 6.             | Fourniture III   | 1 ⁄3′ |
| 7.             | Cornet V (ab g)0 |       |
| 8.             | Trompete         | 8′    |

| II Positiv C–g3 |                 |        |
| 9.              | Bourdon         | 8′     |
| 10.             | Salicional      | 8′     |
| 11.             | Prestant        | 4′     |
| 12.             | Flûte           | 4′     |
| 13.             | Nazard          | 2 ⁄3′  |
| 14.             | Flûte conique 0 | 2′     |
| 15.             | Tierce          | 1 3⁄5′ |
| 16.             | Larigot         | 1 ⁄3′  |
| 17.             | Cromorne        | 8′     |
|                 | Tremulant       |        |

| Pedal C–f1 |                        |     |
|            | Soubasse (= Nr. 1)     | 16′ |
|            | Octavbasse (= Nr. 2) 0 | 8′  |
|            | Flûte (= Nr. 3)        | 8′  |
|            | Prestant (= Nr. 4)     | 4′  |
|            | Trompete (= Nr. 8)     | 8′  |
| 18.        | Basson                 | 16′ |

- Koppeln: III/II (Manual I als Koppelmanual), II/P, III/P, Tenorkoppel II/Pedal als Koppeln als Züge und Tritte in Wechselwirkung.
- Temperierung nach Valotti[29]

Tonträger
- 2019: Louis-Nicolas Clérambault: Suite du deuxième ton – Johannes Dickert an der Eule-Orgel der Stadtkirche St. Wenceslai Wurzen, Mini-CD anlässlich des 20-jährigen Jubiläums dieser Orgel, Finke-Audio TF 2019-04.

## Geistliche der Kirchgemeinde
Die Internetseite pfarrerbuch.de listet für Wurzen seit 1535 die Superintendenten, die 1. Stellen (Pfarrer), die 2. Stellen (Archidiakone) und die 3. Stellen (Diakone) auf.

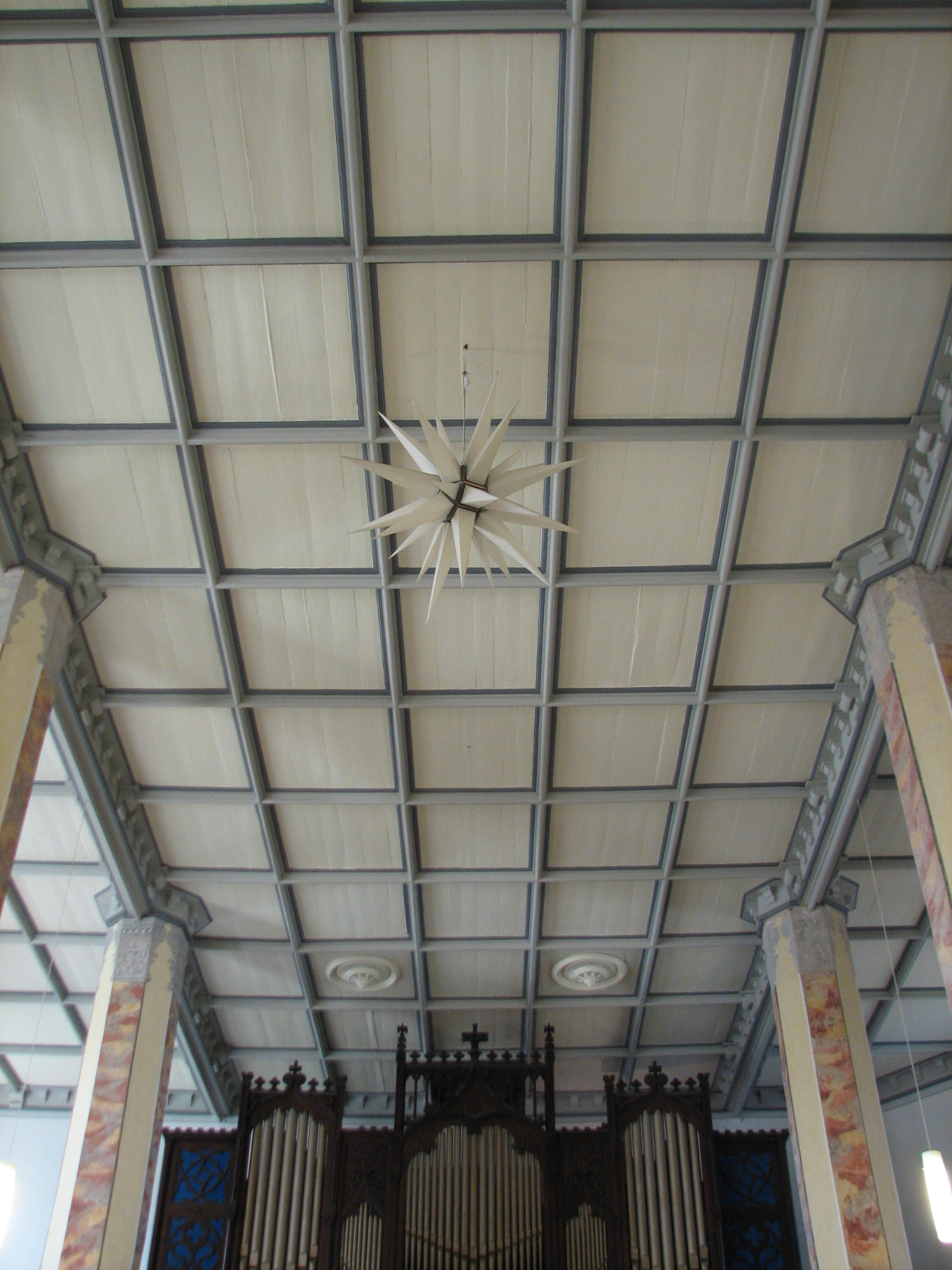
Kassettendecke, Säulen und Orgel-Oberteil (Detail)

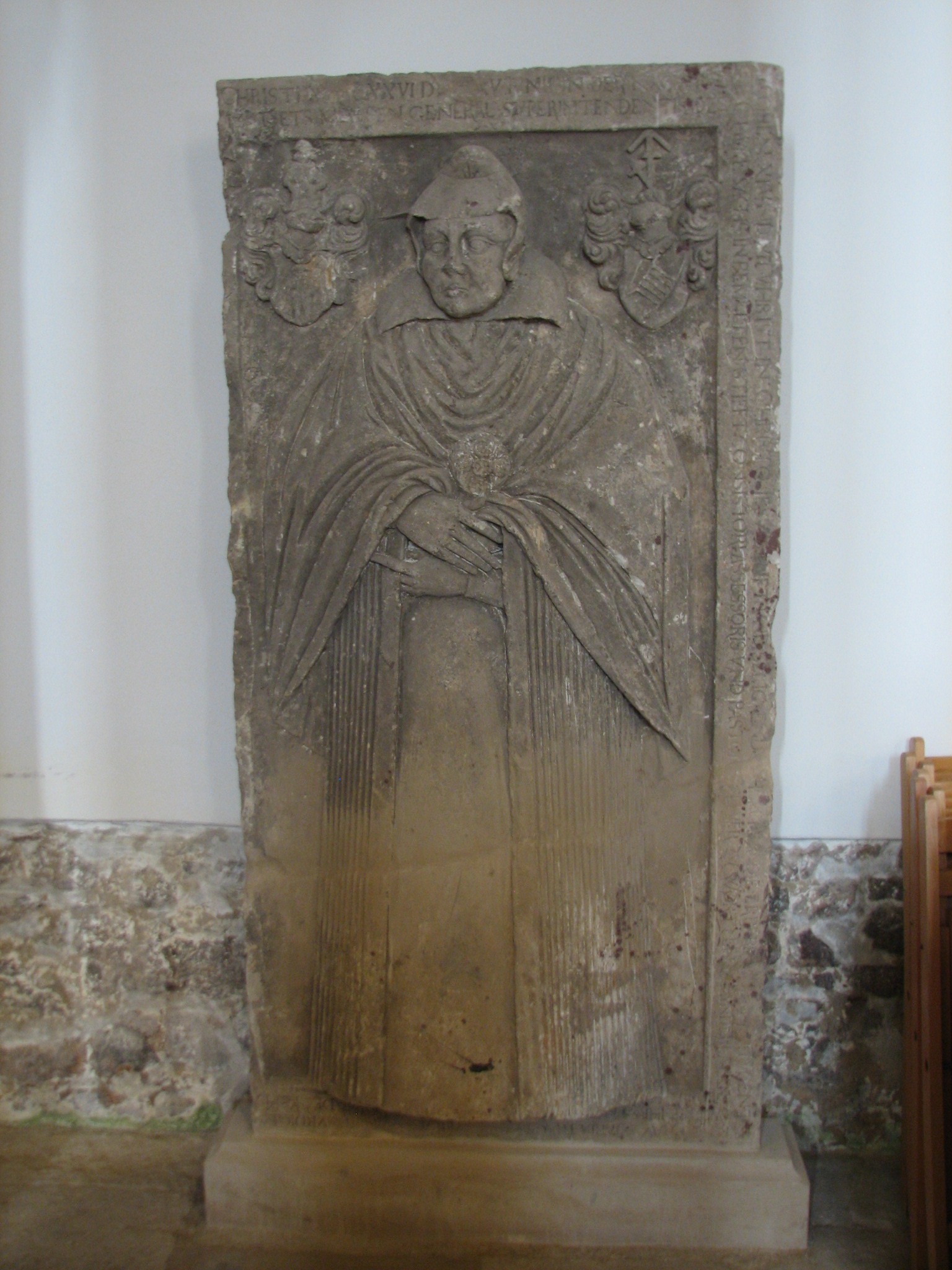
Epitaph 2

| - 1542: Johann Hofmann - 1559: Valentin Braun - 1592: Valentin Mamphras Valentin - 1617: Johann Schreiter - 1638: Christoph Buhle d. J. - 1657: Christoph Daniel Schreiter - 1695: Clemens Thieme - 1715: Johann Andreas Knoblach - 1716: George Samuel Wagner - 1729: Johann Baltharsar Mathesius - 1737: Martin Cnobloch - 1760: Johann Gottfried Strauß - 1768: Christoph Bauer - 1779: Friedrich Gotthelf Kuhn d. Ä. - 1792: Christian Ludwig Wendler - 1808: Christian Anton August Fiedler - 1824: Johann Friedrich Zippel - 1835: Gotthelf August Adam - 1851: Franz Maximilian Wilisch - 1960: Joachim Petzoldt - 1980: Horst Schulze | - 1535: Gregor Roschick - 1539: Johann Hofmann - 1614: Peter Wilde - 1617: Johann Schreiter - 1657: Christoph Daniel Schreiter - 1713: Johann Christian Klepe - 1835: Gotthelf August Adam - 1879: August Adolf Schindler - 1885: Karl Egon Ebert - 1915: Ernst Otto Lorenz - 1933–1959 Karl Friedrich Moritz Magirius - 1942–1946: Werner Kurt Schmidt - 1956: Christian Damme - 1959: Rudolf Gottfried Zimmermann - 1991–1998: Maria Ramsch |